# Деревеньки (зупинний пункт)
Зупинний пункт Деревеньки — закрита станція і не діюча пасажирська платформа (станом на 2024 рік) на залізничному напрямі Харків-Льгов поблизу населеного пункту Яблоновий Льговського району Курської області, перегін Локинська-Льгов.

## Історія
Станція Деревеньки була заснована в 1910 році, проєктна назва — Кромські Бики, за найменуванням навколишнього села Кромські Бики. В 1911 році тут було відкрите регулярне вантажне і пасажирське сполучення.
Станцію назвали за найменуванням села, сучасного поселення Вишні Деревеньки Льговського району на річці Бик, притоці річки Сейм. Пристанційне селище назвали за найменуванням станції — Деревєньки.
З початку ХХІ століття Дерєвеньки — зупинний пункт приміських поїздів, з 2013 року — без пасажирського руху.